# Thiudimir
Thiudimir was een Ostrogotische vorst (451-474).

## Geschiedenis
Thiudimir was een vazal van Attilla en vocht in de Slag op de Catalaunische Velden aan diens zijde. Na de dood van Atilla leidde hij samen met de vorsten Valamir en Vidimir de opstand tegen de Hunnen in 454. In de Slag aan de Nadao werden de Hunnen succesvol verslagen.
Onder leiding van Thiudimir verliet een deel van de Ostrogoten Pannonië en trok naar het oosten. Hier maakten zij het Oost-Romeinse rijk onveilig. De stad Naissus (Niš) werd in 471 bezet en kort daarop maakten zij zich meester van Neder-Moesië.
Thiudimir was getrouwd met Erelieva, zij hadden twee kinderen: Theodorik en Amalfrida. In 474 werd Thiudimir opgevolgd door zijn zoon Theodorik, ook wel bekend als Theodorik de Grote.